# Milk Cow Blues
Milk Cow Blues – album muzyczny amerykańskiego muzyka country Williego Nelsona. Nagrywany w Pedernales Studio, w Austin w Teksasie oraz Arlyn Studios w Austin. Płyta ukazała się 19 września 2000, wydana została przez wytwórnię Island. W sesjach nagraniowych uczestniczyło wielu znanych muzyków bluesowych m.in. B.B. King czy Dr. John.

## Muzycy
- Willie Nelson – śpiew, gitara
- Francine Reed – śpiew (1, 4)
- Keb' Mo' – śpiew (2)
- Dr. John – śpiew (3), fortepian (3,10)
- Johnny Lang – śpiew (5, 11)
- Susan Tedeschi – śpiew (6, 9)
- B. B. King – śpiew, gitara (7, 12)
- Jimmie Vaughan – gitara (9)
- Kenny Wayne Shepherd – gitara (15)

- Derek O'Brien – gitara
- Jon Blondell – gitara basowa
- Riley Osbourn – B-3, fortepian (1, 2, 4-9, 11-15)
- George Rains – perkusja
- Mickey Raphael – harmonijka ustna (1, 13, 14)

## Lista utworów
| 1.  | "Milk Cow Blues" (Kokomo Arnold) (gościnnie: Francine Reed)                              | 4:30    |
|     |                                                                                          |         |
| 2.  | "Outskirts of Town" (W. Weldon) (gościnnie: Keb' Mo')                                    | 2:56    |
|     |                                                                                          |         |
| 3.  | "Black Night" (Jessie Mae Robinson) (gościnnie: Dr. John)                                | 5:22    |
|     |                                                                                          |         |
| 4.  | "Funny How Time Slips Away" (Willie Nelson) (gościnnie: Francine Reed)                   | 4:11    |
|     |                                                                                          |         |
| 5.  | "Rainy Day Blues" (Willie Nelson) (gościnnie: Jonny Lang)                                | 5:09    |
|     |                                                                                          |         |
| 6.  | "Crazy" (Willie Nelson) (gościnnie: Susan Tedeschi)                                      | 4:16    |
|     |                                                                                          |         |
| 7.  | "The Thrill Is Gone" (Rick Darnell, Roy Hawkins) (gościnnie: B. B. King)                 | 4:26    |
|     |                                                                                          |         |
| 8.  | "Wake Me When It's Over" (Willie Nelson)                                                 | 4:12    |
|     |                                                                                          |         |
| 9.  | "Kansas City" (Jerry Leiber, Mike Stoller) (gościnnie: Susan Tedeschi)                   | 2:51    |
|     |                                                                                          |         |
| 10. | "Fool's Paradise" (Johnny Fuller, Robert Goddins, David Avid) (gościnnie: Dr. John)      | 4:17    |
|     |                                                                                          |         |
| 11. | "Ain't Nobody's Business" (Porter Grainger, Everett Robbins) (gościnnie: Johnny Lang)    | 5:08    |
|     |                                                                                          |         |
| 12. | "Night Life" (Willie Nelson, Walt Breeland, Paul Buskirk) (gościnnie: B. B. King)        | 4:25    |
|     |                                                                                          |         |
| 13. | "Sittin' on Top of the World" (Bob Wills)                                                | 4:46    |
|     |                                                                                          |         |
| 14. | "Lonely Street" (Kenny Sowder, Carl Belew, W.S. Stevenson)                               | 4:26    |
|     |                                                                                          |         |
| 15. | "Texas Flood" (Larry Charles Davis, Joseph Wade Scott) (gościnnie: Kenny Wayne Shepherd) | 8:46    |
|     |                                                                                          |         |
|     |                                                                                          | 1:09:41 |
|     |                                                                                          |         |

## Informacje uzupełniające
- Produkcja – Freddy Fletcher, Derek O'Brien
- Inżynierowie dźwięku – Stuart Sullivan, Larry Greenhill
- Miksowanie – Dave McNair
- Dodatkowe nagrania – Cello Studios i The Village Studios w Los Angeles, Orefin Studios w Minneapolis
- Kierownictwo artystyczne – Kyledidthis
- Projekt wkładki – Scott Sandler
- Rysunki – Micah Nelson
- Zdjęcie na okładce i wewnątrz wkładki (oprócz środkowego) – Danny Clinch
- Zdjęcie (środek wkładki) – Mike Schrieber

## Miejsca na listach
| Lista (2000)                    | Najwyższa pozycja |
| ------------------------------- | ----------------- |
| USA - "Billboard": Blues Albums | 2                 |
| Top Internet Albums             | 4                 |
| Kanada - "RPM": Country Albums  | 9                 |
| USA - Billboard 200             | 83                |